# Joshua Primo
Pour les articles homonymes, voir Primo.
Joshua Lincoln Alexander Primo, né le 24 décembre 2002 à Toronto dans l'Ontario, est un joueur canadien de basket-ball évoluant au poste d'arrière. Il mesure 1,93 m.

## Biographie

### Carrière universitaire
Entre 2020 et 2021, il joue pour le Crimson Tide de l'Alabama.
Le 30 juin 2021, il annonce qu'il se présente à la draft NBA 2021.

### Carrière professionnelle

#### Spurs de San Antonio (2021-2022)
Le 29 juillet 2021, il est sélectionné à la 12e position de la draft 2021 de la NBA par les Spurs de San Antonio.
Il est coupé par les Spurs le 28 octobre 2022. Les performances sportives de Primo sont satisfaisantes et, si les Spurs ne s'expriment pas sur les raisons de ce licenciement, Primo déclare pouvoir désormais se « concentrer pleinement sur [sa] santé mentale » afin de « faire face à un traumatisme ». Primo est accusé par plusieurs femmes de s'être livré à des actes d'exhibitionnisme.

#### Clippers de Los Angeles (2023-avril 2024)
Fin septembre 2023, il signe aux Clippers de Los Angeles via un contrat two-way. Quelques heures avant cette officialisation, il est suspendu pour quatre matchs par la NBA pour s'être « exposé de manière indécente à plusieurs femmes »,.
En décembre 2023, le bureau du procureur du comté de Bexar au Texas annonce ne pas ouvrir de procès après l'enquête contre Primo pour exhibition. Le procureur justifie ce non-lieu par le manque de preuve,. Il est coupé en avril 2024.

## Statistiques

### Universitaires
Les statistiques de Joshua Primo en matchs universitaires sont les suivantes :
| Saison    | Équipe   | Matchs | Titul. | Min./m | % Tir | % 3pts | % LF | Rbds/m. | Pass/m. | Int/m. | Ctr/m. | Pts/m. |
| --------- | -------- | ------ | ------ | ------ | ----- | ------ | ---- | ------- | ------- | ------ | ------ | ------ |
| 2020-2021 | Alabama  | 30     | 19     | 22,4   | 43,1  | 38,1   | 75,0 | 3,37    | 0,83    | 0,57   | 0,30   | 8,13   |
| Carrière  | Carrière | 30     | 19     | 22,4   | 43,1  | 38,1   | 75,0 | 3,37    | 0,83    | 0,57   | 0,30   | 8,13   |

### Professionnelles

#### Saison régulière
| Saison    | Équipe      | Matchs | Titul. | Min./m | % Tir | % 3pts | % LF | Rbds/m. | Pass/m. | Int/m. | Ctr/m. | Pts/m. |
| --------- | ----------- | ------ | ------ | ------ | ----- | ------ | ---- | ------- | ------- | ------ | ------ | ------ |
| 2021-2022 | San Antonio | 50     | 16     | 19,3   | 37,4  | 30,7   | 74,6 | 2,30    | 1,60    | 0,40   | 0,50   | 5,80   |
| 2022-2023 | San Antonio | 4      | 0      | 23,3   | 34,6  | 25,0   | 77,8 | 3,30    | 4,50    | 0,30   | 0,50   | 7,00   |
| Carrière  | Carrière    | 54     | 16     | 19,6   | 37,2  | 30,2   | 75,0 | 2,30    | 1,80    | 0,40   | 0,50   | 5,90   |